# SH-02G
ドコモ スマートフォン Disney Mobile on docomo SH-02G（ドコモ スマートフォン ディズニーモバイル オン ドコモ エスエイチゼロニジー）は、シャープによって開発された、NTTドコモの第3.9世代移動通信システム（Xi）と第3世代移動通信システム（FOMA）とのデュアルモード端末である。ドコモ スマートフォン（第2期）のひとつ。

## 概要
SH-05Fの後継機種で、AQUOS ZETA SH-01Gをベースとして開発された。
今回のテーマは『アナと雪の女王』で、内蔵コンテンツもアナと雪の女王をフィーチャーしたものを中心としている。
その他の性能はSH-01Gとほぼ同等だが、こちらは筺体側面にイルミネーションLEDが追加されている。
なおベース機のSH-01Gと異なり、Android 5.0へのバージョンアップ対象からは外されている。

## 搭載アプリ
- アルバム
- ミュージック
- テレビ
- 取扱説明書
- SH SHOW（メーカーアプリ）
- おサイフケータイ
- SHツール
- Office Suite
- コンテンツマネージャー
- 翻訳ファインダー
- 検索ファインダー
- SHカメラ
- カメラ（Google）
- Gmail
- メール
- マップ
- ハングアウト
- Playストア
- ダウンロード
- YouTube
- Google
- ブラウザ
- カレンダー
- アラーム・時計
- 電卓
- 設定
- Google+
- 写真（Google Plus Photos）
- Google設定
- Playムービー
- メッセージ
- Chrome
- Playブックス
- Playゲーム
- ドライブ
- 音声検索
- Disneyマーケット
- Disneyシネマ
- Dlife
- 東京ディズニーリゾート待ち時間ナビ
- Disney Mail Maker
- DisneyMusicPlayer
- “Happiness is Here” Live Wallpaper
- Disneyアラーム
- Disney Welcome
- Fantasmic!
- Disney Illumi Magic Alarm
- Disney Illumi Controller

## 主な機能
| 主な対応サービス                                | 主な対応サービス                                      | 主な対応サービス                     | 主な対応サービス                                                  |
| ----------------------------------------------- | ----------------------------------------------------- | ------------------------------------ | ----------------------------------------------------------------- |
| タッチパネル/加速度センサー                     | Xi/FOMAハイスピード/VoLTE                             | Bluetooth                            | DCMX/おサイフケータイ/NFC/かざしてリンク/赤外線/トルカ            |
| ワンセグ/フルセグ/モバキャス                    | メロディコール                                        | テザリング                           | Wi-Fi IEEE802.11a/b/g/n/ac                                        |
| GPS                                             | ドコモメール/電話帳バックアップ                       | デコメール/デコメ絵文字/デコメアニメ | iチャネル                                                         |
| エリアメール/ソフトウェアーアップデート自動更新 | デジタルオーディオプレーヤー(WMA・MP3他)/ハイレゾ音源 | GSM/3Gローミング(WORLD WING)         | フルブラウザ/Flash Player                                         |
| Google Play/dメニュー/dマーケット               | Gmail/Google Talk/YouTube/Picasa                      | バーコードリーダ/名刺リーダ          | ドコモ地図ナビ/ドコモ ドライブネット/Google Maps/ストリートビュー |

## 歴史
- 2014年9月30日 - NTTドコモより発表・事前予約開始。
- 2014年11月20日 - 発売開始。[8]。

## アップデート・不具合など
2015年1月29日のアップデート
- VoLTE発信時において、まれに呼び出し音が正常に聞こえない場合がある不具合を修正する。
- ビルド番号が01.00.00、01.00.02から01.00.05になる。

2015年4月13日のアップデート
- 特定の条件でカメラのオートフォーカスが正常に作動しない不具合を修正する。
- ビルド番号が01.00.00、01.00.02、01.00.05から01.00.06になる。